# Coppa di Serbia 2022-2023 (pallavolo maschile)
La Coppa di Serbia 2022-2023, 17ª edizione della coppa nazionale di pallavolo maschile, si è svolta dal 7 ottobre 2022 al 26 febbraio 2023: al torneo hanno partecipato sedici squadre di club serbe e la vittoria finale è andata per la seconda volta consecutiva al Partizan.

## Regolamento
La formula ha previsto:
- Ottavi di finale e quarti di finale, giocati in gara unica.
- Semifinali, giocate con gara di andata e ritorno.
- Finale, giocata in gara unica.

## Squadre partecipanti
| - Gračac - Jedinstvo Stara Pazova - Karađorđe - Mladenovac - Mladi Radnik - Niš - Novi Sad - Partizan | - Radnički Kragujevac - Ribnica - Spartak Ljig - Spartak Subotica - Stella Rossa - Takovo - Topličanin - Vojvodina |

## Torneo

### Tabellone
|  | Ottavi di finale       | Ottavi di finale |  |  | Quarti di finale    | Quarti di finale |           |   | Semifinali          | Semifinali | Semifinali |   |  | Finale | Finale |  |
|  |                        |                  |  |  |                     |                  |           |   |                     |            |            |   |  |        |        |  |
|  | Stella Rossa           | 3                |  |  |                     |                  |           |   |                     |            |            |   |  |        |        |  |
|  | Novi Sad               | 0                |  |  | Stella Rossa        | 1                |           |   |                     |            |            |   |  |        |        |  |
|  | Mladi Radnik           | 3                |  |  | Mladi Radnik        | 3                |           |   |                     |            |            |   |  |        |        |  |
|  | Mladenovac             | 1                |  |  |                     |                  |           |   | Mladi Radnik        | 3          | 0          |   |  |        |        |  |
|  | Vojvodina              | 3                |  |  |                     |                  | Vojvodina | 1 | 3                   |            |            |   |  |        |        |  |
|  | Gračac                 | 0                |  |  | Vojvodina           | 3                |           |   |                     |            |            |   |  |        |        |  |
|  | Spartak Subotica       | 3                |  |  | Spartak Subotica    | 0                |           |   |                     |            |            |   |  |        |        |  |
|  | Takovo                 | 0                |  |  |                     |                  |           |   | Vojvodina           | 2          |            |   |  |        |        |  |
|  | Radnički Kragujevac    | 3                |  |  |                     |                  |           |   |                     |            | Partizan   | 3 |  |        |        |  |
|  | Niš                    | 0                |  |  | Radnički Kragujevac | 3                |           |   |                     |            |            |   |  |        |        |  |
|  | Ribnica                | 3                |  |  | Ribnica             | 1                |           |   |                     |            |            |   |  |        |        |  |
|  | Topličanin             | 0                |  |  |                     |                  |           |   | Radnički Kragujevac | 3          | 0          |   |  |        |        |  |
|  | Partizan               | 3                |  |  |                     |                  | Partizan  | 1 | 3                   |            |            |   |  |        |        |  |
|  | Karađorđe              | 0                |  |  | Partizan            | 3                |           |   |                     |            |            |   |  |        |        |  |
|  | Spartak Ljig           | 3                |  |  | Spartak Ljig        | 1                |           |   |                     |            |            |   |  |        |        |  |
|  | Jedinstvo Stara Pazova | 1                |  |  |                     |                  |           |   |                     |            |            |   |  |        |        |  |

### Risultati

#### Ottavi di finale
| 7 ottobre 2022 Hala Sportova Dudova Šuma, Subotica Durata: 1h:07 - Spettatori: 200 | Spartak Subotica    | 3 - 0 | Takovo                 | 25-20, 25-15, 25-20        |
| 7 ottobre 2022 Sportski centar Master, Belgrado Durata: 1h:17 - Spettatori: 150    | Partizan            | 3 - 0 | Karađorđe              | 25-20, 28-26, 25-10        |
| 7 ottobre 2022 Sportski centar Voždovac, Belgrado Durata: 1h:14 - Spettatori: ?    | Stella Rossa        | 3 - 0 | Novi Sad               | 25-21, 25-15, 25-17        |
| 8 ottobre 2022 SPC Vojvodina, Novi Sad Durata: 0h:56 - Spettatori: 100             | Vojvodina           | 3 - 0 | Gračac                 | 25-11, 25-13, 25-10        |
| 8 ottobre 2022 Hala sportova, Kraljevo Durata: 1h:09 - Spettatori: ?               | Ribnica             | 3 - 0 | Topličanin             | 25-18, 25-20, 25-18        |
| 8 ottobre 2022 Sportski centar Požarevac, Požarevac Durata: 1h:30 - Spettatori: ?  | Mladi Radnik        | 3 - 1 | Mladenovac             | 25-15, 22-25, 25-13, 25-22 |
| 8 ottobre 2022 Osnovna škola Sava Kerković, Ljig Durata: 1h:41 - Spettatori: ?     | Spartak Ljig        | 3 - 1 | Jedinstvo Stara Pazova | 22-25, 25-22, 25-18, 29-27 |
| 8 ottobre 2022 Sportska hala Jezero, Kragujevac Durata: 0h:58 - Spettatori: 60     | Radnički Kragujevac | 3 - 0 | Niš                    | 25-15, 25-14, 25-18        |

#### Quarti di finale
| 1º novembre 2022 Sportski centar Master, Belgrado Durata: 1h:37 - Spettatori: 80   | Partizan            | 3 - 1 | Spartak Ljig     | 25-19, 23-25, 25-16, 25-22 |
| 2 novembre 2022 SPC Vojvodina, Novi Sad Durata: 1h:22 - Spettatori: 400            | Vojvodina           | 3 - 0 | Spartak Subotica | 25-23, 25-22, 25-23        |
| 2 novembre 2022 Sportska hala Jezero, Kragujevac Durata: 1h:47 - Spettatori: ?     | Radnički Kragujevac | 3 - 1 | Ribnica          | 24-26, 26-24, 29-27, 25-21 |
| 2 novembre 2022 Sportski centar Voždovac, Belgrado Durata: 1h:48 - Spettatori: 150 | Stella Rossa        | 1 - 3 | Mladi Radnik     | 25-14, 19-25, 17-25, 23-25 |

#### Semifinali

##### Andata
| 22 novembre 2022 Sportska hala Jezero, Kragujevac Durata: 1h:28 - Spettatori: 400   | Radnički Kragujevac | 3 - 1 | Partizan  | 25-17, 16-25, 25-16, 25-9  |
| 23 novembre 2022 Sportski centar Požarevac, Požarevac Durata: 1h:55 - Spettatori: ? | Mladi Radnik        | 3 - 1 | Vojvodina | 22-25, 25-23, 29-27, 25-19 |

##### Ritorno
| 28 dicembre 2022 Sportski centar Master, Belgrado Durata: 1h:29 - Spettatori: 500 | Partizan  | 3 - 0 | Radnički Kragujevac | 25-21, 25-22, 25-23 |
| 27 dicembre 2022 SPC Vojvodina, Novi Sad Durata: 1h:05 - Spettatori: 600          | Vojvodina | 3 - 0 | Mladi Radnik        | 25-17, 25-20, 25-18 |

#### Finale
| 26 febbraio 2023 Sportska hala Ub, Ub Durata: 2h:18 - Spettatori: 1 500 | Vojvodina | 2 - 3 | Partizan | 25-21, 22-25, 25-18, 19-25, 7-15 |

## Statistiche
| Rendimento individuale | Rendimento individuale | Rendimento individuale | Rendimento individuale |
| Pos.                   | Nome                   | Punti                  | Squadra                |
| ---------------------- | ---------------------- | ---------------------- | ---------------------- |
| 1                      | Radoslav Parapunov     | 87                     | Vojvodina              |
| 2                      | Andrij Tupčij          | 80                     | Mladi Radnik           |
| 3                      | Luka Tadić             | 63                     | Partizan               |
| 4                      | Aleksandar Blagojević  | 62                     | Radnički Kragujevac    |
| 4                      | Milija Mrdak           | 62                     | Partizan               |

| Attacchi vincenti | Attacchi vincenti     | Attacchi vincenti | Attacchi vincenti   |
| Pos.              | Nome                  | Punti             | Squadra             |
| ----------------- | --------------------- | ----------------- | ------------------- |
| 1                 | Andrij Tupčij         | 70                | Mladi Radnik        |
| 2                 | Radoslav Parapunov    | 69                | Vojvodina           |
| 3                 | Milija Mrdak          | 51                | Partizan            |
| 4                 | Aleksandar Blagojević | 49                | Radnički Kragujevac |
| 4                 | Luka Tadić            | 49                | Partizan            |

| Muri vincenti | Muri vincenti      | Muri vincenti | Muri vincenti       |
| Pos.          | Nome               | Punti         | Squadra             |
| ------------- | ------------------ | ------------- | ------------------- |
| 1             | Aleksa Batak       | 17            | Partizan            |
| 2             | Petar Krsmanović   | 13            | Vojvodina           |
| 3             | Nikola Goić        | 12            | Radnički Kragujevac |
| 4             | Nemanja Čubrilo    | 11            | Mladi Radnik        |
| 4             | Radoslav Parapunov | 11            | Vojvodina           |

| Battute vincenti | Battute vincenti      | Battute vincenti | Battute vincenti    |
| Pos.             | Nome                  | Punti            | Squadra             |
| ---------------- | --------------------- | ---------------- | ------------------- |
| 1                | Aleksandar Blagojević | 8                | Radnički Kragujevac |
| 1                | Nemanja Čubrilo       | 8                | Mladi Radnik        |
| 1                | Daniel Gruvaeus       | 8                | Partizan            |
| 1                | Žarko Ubiparip        | 8                | Vojvodina           |
| 5                | Milija Mrdak          | 7                | Partizan            |
| 5                | Radoslav Parapunov    | 7                | Vojvodina           |